# Episodi di Un ciclone in convento (quattordicesima stagione)
La Quattordicesima stagione di Un ciclone in convento è stata trasmessa sul canale tedesco Das Erste dal 4 gennaio 2015.
In Italia la stagione viene trasmessa dal 27 aprile 2016 su Raidue.
| nº | Titolo originale         | Titolo italiano             | Prima TV originale | Prima TV Italia |
| -- | ------------------------ | --------------------------- | ------------------ | --------------- |
| 1  | Schwein gehabt           | Un maiale per amico         | 4 gennaio 2015     | 27 aprile 2016  |
| 2  | Sonnenschein             | Il vecchietto dove lo metto | 13 gennaio 2015    | 27 aprile 2016  |
| 3  | Echte Freunde            | Veri amici                  | 20 gennaio 2015    | 28 aprile 2016  |
| 4  | Nicht ohne meine Tochter | Non senza mia figlia        | 27 gennaio 2015    | 28 aprile 2016  |
| 5  | Pantoffelheld            | Rapimento con strike        | 3 febbraio 2015    | 29 aprile 2016  |
| 6  | Wettlauf mit der Zeit    | La fidanzata scomparsa      | 10 febbraio 2015   | 29 aprile 2016  |
| 7  | Weg ins Licht            | La nuova madre              | 17 febbraio 2015   | 2 maggio 2016   |
| 8  | Der Maibaum              | L'albero di maggio          | 24 febbraio 2015   | 2 maggio 2016   |
| 9  | Miss Kaltenthal          | Miss Kaltenthal             | 10 marzo 2015      | 3 maggio 2016   |
| 10 | Bloßgestellt             | Cyberbullismo               | 17 marzo 2015      | 3 maggio 2016   |
| 11 | Mutterliebe              | Amore di mamma              | 31 marzo 2015      | 4 maggio 2016   |
| 12 | Einfach Liebe            | Semplicemente.... amore !   | 14 aprile 2015     | 4 maggio 2016   |
| 13 | Glück auf vier Pfoten    | Woller in paradiso          | 21 aprile 2015     | 5 maggio 2016   |